# Eduardo Mata Pino
Eduardo Mata Pino, mejor conocido como Napo, es un skater ecuatoriano.

## Biografía
Eduardo Mata Pino nació en Guayaquil, Ecuador, en 1994. Desde temprana edad se dedicó al skate con sus amigos del barrio, quienes lo apodaron "Napo".
En 2017 se convirtió en el primer campeón panamericano de skateboarding, cuando ganó la medalla de oro en el primer Campeonato Panamericano de Skateboarding, que se llevó a cabo en Bogotá, Colombia, bajo el aval de la Federación Colombiana de Patinaje.Su victoria fue una sorpresa, puesto que los competidores colombianos, como Santiago Echavarría, eran los favoritos de la competencia. Con esta victoria Napo se prepara para llegar a los Juegos Olímpicos de Tokio 2020, donde el skateboarding se presentará, a manera de exhibición.